# Alchemilla vinacea
Alchemilla vinacea é uma espécie de rosácea do gênero Alchemilla, pertencente à família Rosaceae.